# Кучер Галина Михайлівна
Галина Михайлівна Кучер (18 березня 1956, с. Романівка Тальнівського району Черкаської області) — український соціальний працівник, громадський діяч. Заслужений працівник соціальної сфери України. Кандидат педагогічних наук.  Депутат Черкаської обласної ради 5 скликань (1990–2014 роки).

## Біографічні відомості
Народилася 18 березня 1956 у селі Романівка Тальнівського району Черкаської області.
У 1975 році закінчила Чернігівський юридичний технікум. Згодом, у 1982 році здобула вищу освіту в Одеському державному університеті імені Мечникова за спеціальністю «правознавство». Також, у 1997 році закінчила аспірантуру Київського науково-дослідного Центру з проблем зайнятості та ринку праці за спеціальністю «економіка праці».
З 1975 року працює у сфері соціального захисту населення міста Умані, а з 1997 року очолює місцеве управління праці та соціального захисту населення. Також очолює низку організацій, зокрема Центр роботи з жінками «Софія», міське Товариство дружби з зарубіжними країнами, Черкаську обласну організацію Всеукраїнської громадської організації інвалідів «Гармонія». Член Ради Федерації Профспілок України, член Центральної Ради Профспілки працівників соціальної сфери України.

## Державні нагороди та інші відзнаки
- Заслужений працівник соціальної сфери України (2011)[2]
- Орден княгині Ольги III ступеня
- відзнака «За заслуги перед Черкащиною»
- відзнака «За заслуги перед містом»
- Почесні грамоти та Подяки Верховної Ради України, Кабінету Міністрів України, Міністерства соціальної політики України, Черкаської ОДА, Черкаської обласної ради, виконкому Уманської міської ради, ВГОІ «Гармонія»